# 尼山孔庙
尼山孔庙是为纪念孔子诞生而在尼山所建的祭祀庙宇，位于山东曲阜。五代后周显德年间（西元954～959年）始建，明永乐十五年（1417年）重建，之后数次重修。现为全国重点文物保护单位。

## 历史沿革
尼山是孔子的诞生地，后周显德年间（954～959年）兖州守赵某以尼山为孔子发祥地，在此立庙祭祀。北宋庆历三年（1043年）孔子四十六代孙，曲阜知县，文宣公孔宗愿建讲堂、学舍等。元至元四年（1338年）大修，建大成门、大成殿、毓圣侯祠、学宫等。元末，庙宇毁于兵火。明永乐十五年（1417年）孔子五十九代孙衍聖公孔彦缙重修。弘治年间，又以修阙里孔庙余资重修。清康熙十四年（1675年）、道光二十九年（1849年）再次重修，达到现存规模。1925年，孔子七十七代孙中華民國衍聖公孔德成集资修葺，并修颜母祠与尼山书院。1977年，公布为山东省文物保护单位。2006年，公布为全国重点文物保护单位。

## 建筑形制

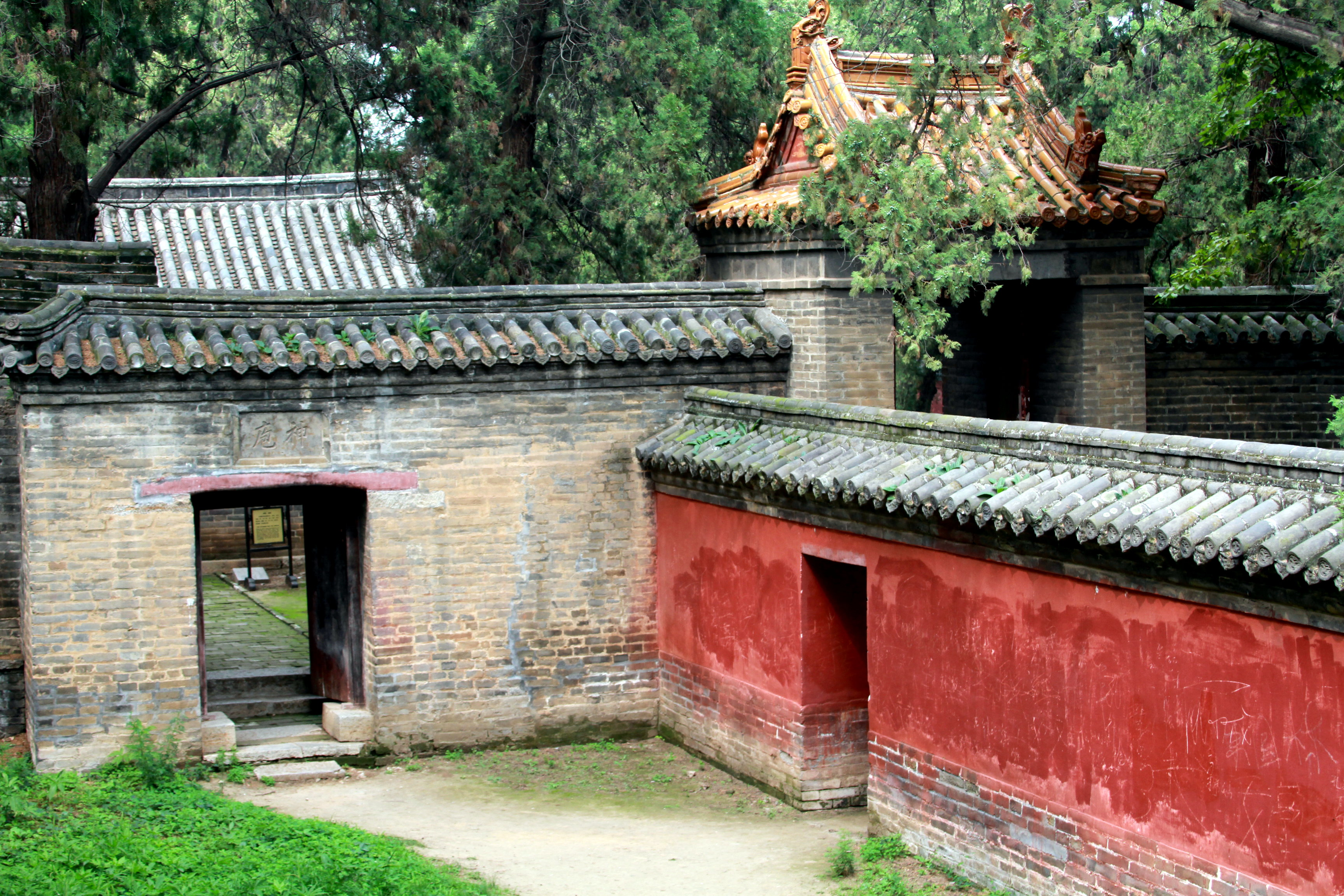

尼山孔庙占地约1.6公顷，有殿、堂、祠、亭等建筑81间，廟旁並附設尼山書院。